# Nicolaas Jan Okhuysen
Nicolaas Jan Okhuysen, né le 15 juillet 1746 à Leyde et mort le 4 mars 1832 à Moordrecht, est un homme politique néerlandais.

## Biographie
Nicolaas Okhuysen possède une boulangerie et une exploitation agricole dans le village hollandais de Moordrecht. Le 26 janvier 1795, au début de la Révolution batave, il est désigné comme représentant à l'assemblée provisoire de Hollande. Un an plus tard, il est élu député de Nieuwerkerk aan den IJssel à la première Assemblée nationale batave.
Il n'est pas réélu lors du renouvellement de l'assemblée en août 1797. Une fois les institutions du Directoire exécutif de la République batave mises en place au cours de l'été 1798, il est élu député au Corps législatif qu'il quitte lors du renouvellement de juillet 1800.
Il devient maire de Moordrecht en 1812.